# Yungblud
Dominic Richard Harrison (Doncaster, 5 de agosto de 1997), conhecido como Yungblud (estilizado como YUNGBLUD), é um cantor-compositor e ator britânico. Trabalha juntamente a Thomas Davies Taylor.

## Discografia
- 21st Century Liability (2018)
- Weird! (2020)